# Нижні Яуші
Ни́жні Я́уші (рос. Нижние Яуши, чув. Анатри Явăш) — присілок у Чувашії Російської Федерації, у складі Ніколаєвського сільського поселення Ядринського району.
Населення — 99 осіб (2010; 110 в 2002, 223 в 1979, 359 в 1939, 314 в 1926, 282 в 1897, 203 в 1858). Національний склад — чуваші та росіяни.

## Історія
Засновано 18 століття як виселок села Ніколаєвське. До 1866 року селяни мали статус державних, займались землеробством, тваринництвом. На початку 20 століття діяло 3 вітряки та водяний млин, олійня та круподерка. 1902 відкрито земське початкове училище, у 1920-ті роки — початкова школа. 1931 року утворено колгосп «Вила». До 1927 року присілок входив до складу Вильської, Шемердянської, Хочашевської та Шуматовської волостей Ядринського повіту, з переходом на райони 1927 року — спочатку у складі Аліковського, у період 1939–1956 років — у складі Совєтського, після чого передано до складу Ядринського району.

## Господарство
У присілку працюють клуб, спортивний майданчик та магазин.